# Pacman Jones
Adam Bernard Jones, noto come Pacman Jones (Atlanta, 30 settembre 1983), è un ex giocatore di football americano e wrestler statunitense che ha militato nel ruolo di cornerback nella National Football League. Fu scelto come sesto assoluto nel Draft NFL 2005 dai Tennessee Titans. Al college giocò a football alla West Virginia University.
Nel 2007 è stato sospeso per un anno dalla NFL per cattiva condotta fuori dal campo di gioco.

## Carriera

### Tennessee Titans
Jones fu scelto come sesto assoluto nel Draft 2005 dai Tennessee Titans. Nella sua stagione da rookie mise a segno 44 tackle e dieci passaggi deviati. Come membro degli special team, guadagnò 1.399 yard su ritorno con un touchdown. Jones e Reynaldo Hill furono l'unica coppia di debuttanti a partire come titolari in almeno dieci partite quell'anno nella NFL. Nella seconda stagione fece registrare un primato personale di 62 tackle, con un sack, un fumble forzato, 12 passaggi deviati e i primi quattro intercetti. Con tre punt ritornati in touchdown inoltre pareggiò il primato di franchigia di Billy "White Shoes" Johnson, stabilito nel 1975. La sua miglior partita la giocò nella settimana 15 contro i Jacksonville Jaguars quando ritornò un intercetto per 83 yard in touchdown, ritornò un kickoff per 70 yard e deviò un passaggio avversario che sarebbe stato un sicuro touchdown, salvando il risultato per i Titans.
Poco prima del Draft NFL 2007, i numerosi problemi fuori dal campo di Jones portarono a speculazioni sul fatto che i Titans volessero scambiarlo o svincolarlo malgrado il suo 2006 di alto livello. All'epoca, l'allora general manager Floyd Reese disse di avere passato, assieme ad altri membri dei Titans, "infinite ore" a cercare di portare Adam sulla retta via. Disse anche che, mentre in campo aveva mantenuto tutte le aspettative che i Titans avevano riposto su di lui, al di fuori era stato "un assoluto disastro" nei suoi due anni a Nashville.
Il 10 aprile 2007, il commissioner della NFL Roger Goodell sospese Jones per un anno per avere violato le politiche di comportamento della lega.

### Dallas Cowboys
Nel 2008, di ritorno dalla sospensione, i Titans scambiarono i diritti su Jones coi Dallas Cowboys. Con essi, Jones subì una nuova sospensione per nuovi guai fuori dal campo, venendo svincolato a fine anno.

### Winnipeg Blue Bombers
Nell'agosto 2009, Jones firmò un contratto annuale coi Winnipeg Blue Bombers della Canadian Football League ma fu svincolato già il 2 settembre dopo alcuni commenti pubblicati su un video diffuso su internet, incluso l'avere sbagliato il nome della lega chiamandola "United Football League".

### Cincinnati Bengals

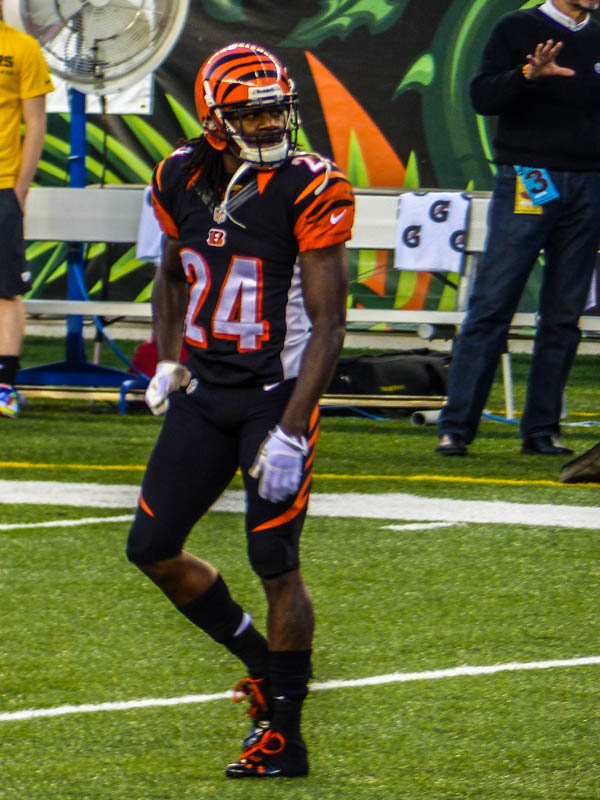
Jones nel 2013

Il 10 maggio 2010, Jones firmò coi Cincinnati Bengals un contratto biennale, riuscendo a non incorrere in noie legali per tutta l'estate ed entrando nei 53 uomini del roster per la stagione regolare. Il 26 ottobre subì un infortunio al collo che lo tenne fuori dai giochi per il resto della stagione. Tornò in campo un anno dopo, il 30 ottobre 2011.
Il 21 marzo 2013, Jones firmò un nuovo contratto triennale per rimanere coi Bengals. L'anno successivo, il 2014, mise a segno un nuovo primato personale di 63 tackle e mantenne una media di 31,3 yard nei ritorni di kickoff, venendo inserito nel ruolo di kick returner nel First-team All-Pro.
Nel 2015, Jones fu convocato per il suo primo Pro Bowl al posto dell'infortunato Patrick Peterson.

## Palmarès
- Convocazioni al Pro Bowl: 1

2015
- First-team All-Pro: 1

2014
- PFWA All-Rookie Team - 2005

## Statistiche
| Partite totali      | 114 |
| Partite da titolare | 77  |
| Tackle              | 409 |
| Sack                | 3,0 |
| Intercetti          | 14  |
| Fumble forzati      | 6   |

Statistiche aggiornate alla stagione 2015

## Carriera nel wrestling
Nel 2007 Jones ha siglato un accordo della durata dodici mesi con la Total Nonstop Action Wrestling (una delle più importanti federazioni degli Stati Uniti d'America) e durante il pay-per-view No Surrender svoltosi il 9 settembre, Pacman Jones e Ron Killings, noti come "Team Pacman", hanno sconfitto Kurt Angle e Sting conquistando il titolo TNA World Tag Team Championship. Il duo ha mantenuto le cinture per poco più di un mese per venire poi sconfitto a Bound for Glory da A.J. Styles e Tomko.